# HD34514
HD34514 — хімічно пекулярна зоря спектрального класу A0, що має видиму зоряну величину в смузі V приблизно  9,3.
Вона  розташована на відстані близько 3706,3 світлових років від Сонця.

## Пекулярний хімічний вміст
Зоряна атмосфера HD34514 має підвищений вміст 
Cr
.